# Canton de Verdun-2
Le canton de Verdun-2 est une circonscription électorale française du département de la Meuse.

## Géographie
Ce canton est organisé autour du bureau centralisateur de Verdun et fait partie intégralement de l'arrondissement de Verdun. Son altitude varie de 185 m (Dugny-sur-Meuse) à 371 m (Belrupt-en-Verdunois) pour une altitude moyenne de 268 m. Sa superficie est de 44,85 km2 sans compter la fraction de Verdun (la commune fait 31,03 km2 dans sa globalité).

## Histoire
Un nouveau découpage territorial de la Meuse entre en vigueur à l'occasion des élections départementales de 2015. Il est défini par le décret du 17 février 2014, en application des lois du 17 mai 2013 (loi organique 2013-402 et loi 2013-403). Les conseillers départementaux sont, à compter de ces élections, élus au scrutin majoritaire binominal mixte. Les électeurs de chaque canton élisent au Conseil départemental, nouvelle appellation du Conseil général, deux membres de sexe différent, qui se présentent en binôme de candidats. Les conseillers départementaux sont élus pour 6 ans au scrutin binominal majoritaire à deux tours, l'accès au second tour nécessitant 12,5 % des inscrits au 1er tour. En outre la totalité des conseillers départementaux est renouvelée. Ce nouveau mode de scrutin nécessite un redécoupage des cantons dont le nombre est divisé par deux avec arrondi à l'unité impaire supérieure si ce nombre n'est pas entier impair, assorti de conditions de seuils minimaux. Dans la Meuse, le nombre de cantons passe ainsi de 31 à 17.
Le canton de Verdun-2 est formé :
- des 2 communes de l'ancien canton de Verdun-Centre : Belleray et Dugny-sur-Meuse ;
- de 2 des 7 communes de l'ancien canton de Verdun-Est : Belrupt-en-Verdunois et Haudainville ;
- d'une fraction de la commune de Verdun.

## Représentation
| Période élective | Période élective | Mandat | Mandat   | Identité           | Nuance | Nuance | Qualité                                                             |
| ---------------- | ---------------- | ------ | -------- | ------------------ | ------ | ------ | ------------------------------------------------------------------- |
| 2015             | 2021             | 2015   | en cours | Jérôme Dumont      |        | LR     | Enseignant Secrétaire départemental des Républicains de la Meuse    |
| 2015             | 2021             | 2015   | en cours | Véronique Philippe |        | LR     | Kinésithérapeute à Dieue-sur-Meuse 4ème Vice-présidente - Autonomie |
| 2021             | 2028             | 2021   | en cours | Jérôme Dumont      |        | DVD    | Conseiller sortant, Président du Conseil départemental              |
| 2021             | 2028             | 2021   | en cours | Véronique Philippe |        | DVD    | Conseillère sortante, 9ème Vice-Présidente (autonomie)              |

### Résultats détaillés

#### Élections de mars 2015
À l'issue du 1er tour des élections départementales de 2015, deux binômes sont en ballottage : Sarah Szymanski et Jean-François Thomas (PS, 29,15 %) et Jérôme Dumont et Véronique Philippe (UMP, 28,91 %). Le taux de participation est de 45,61 % (3 573 votants sur 7 834 inscrits) contre 53,07 % au niveau départemental et 50,17 % au niveau national.
Au second tour, Jérôme Dumont et Véronique Philippe (UMP) sont élus avec 51,04 % des suffrages exprimés et un taux de participation de 44,73 % (1 625 voix pour 3 504 votants et 7 833 inscrits).

#### Élections de juin 2021
Le premier tour des élections départementales de 2021 est marqué par un très faible taux de participation (33,26 % au niveau national). Dans le canton de Verdun-2, ce taux de participation est de 28,43 % (2 145 votants sur 7 546 inscrits) contre 34,51 % au niveau départemental. À l'issue de ce premier tour, deux binômes sont en ballottage : Jérôme Dumont et Véronique Philippe (DVD, 53,02 %) et Christine Migeot et Bruno Rota (RN, 23,22 %).
Le second tour des élections est marqué une nouvelle fois par une abstention massive équivalente au premier tour. Les taux de participation sont de 34,36 % au niveau national, 35,74 % dans le département et 30,13 % dans le canton de Verdun-2. Jérôme Dumont et Véronique Philippe (DVD) sont élus avec 75,94 % des suffrages exprimés (1 603 voix pour 2 274 votants et 7 547 inscrits),,.

## Composition
| Nom                            | Code Insee | Intercommunalité              | Superficie (km2) | Population (dernière pop. légale)               | Densité (hab./km2) | Modifier                                    |
| ------------------------------ | ---------- | ----------------------------- | ---------------- | ----------------------------------------------- | ------------------ | ------------------------------------------- |
| Verdun (bureau centralisateur) | 55545      | CA du Grand Verdun            | 31,03            | Fraction : 7 027 (2022) Commune : 16 610 (2022) | 535                | modifier les données · modifier les données |
| Belleray                       | 55042      | CA du Grand Verdun            | 5,10             | 486 (2022)                                      | 95                 | modifier les données · modifier les données |
| Belrupt-en-Verdunois           | 55045      | CC Val de Meuse - Voie Sacrée | 9,40             | 541 (2022)                                      | 58                 | modifier les données · modifier les données |
| Dugny-sur-Meuse                | 55166      | CC Val de Meuse - Voie Sacrée | 19,25            | 1 262 (2022)                                    | 66                 | modifier les données · modifier les données |
| Haudainville                   | 55236      | CA du Grand Verdun            | 11,10            | 933 (2022)                                      | 84                 | modifier les données · modifier les données |
| Canton de Verdun-2             | 5517       |                               |                  | 10 249 (2022)                                   |                    | modifier les données                        |

Le canton de Verdun-2 comprend :
1. quatre communes entières,
2. la partie de la commune de Verdun non incluse dans le canton de Verdun-1.

## Démographie
En 2022, le canton comptait 10 249 habitants, en évolution de −6,5 % par rapport à 2016 (Meuse : −4,4 %, France hors Mayotte : +2,11 %).
| 2013   | 2018   | 2022   |
| ------ | ------ | ------ |
| 10 608 | 10 630 | 10 249 |